# Mughni
Mughni – wieś w Armenii, w prowincji Aragacotn. W 2011 roku liczyła 781 mieszkańców.